# Wilhelm Albermann
Wilhelm Albermann (* 28. Mai 1835 in Werden an der Ruhr; † 9. August 1913 in Köln; vollständiger Name: Johann Friedrich Wilhelm Albermann) war ein deutscher Bildhauer.

## Leben und Wirken
Albermann war das dritte Kind von Maria Theodora Albermann und dem Schreinermeister Friedrich Wilhelm Albermann, einer katholischen Familie in Werden. Er besuchte acht Jahre lang die dortige Pastoratsschule und musste danach auf Wunsch seines Vaters zunächst die Tischlerausbildung bei diesem beginnen, bevor er – seinen eigenen Vorstellungen folgend – in Elberfeld zum Holzbildhauer ausgebildet wurde. Hier besuchte er auch Fortbildungskurse des katholischen Gesellenvereins.
1855 wurde er nach Berlin zum Militär einberufen und erfüllte dort bis 1857 seine Dienstpflicht. Sein Kompaniechef erkannte die künstlerische Begabung Albermanns und gestattete ihm, während der dienstfreien Zeit die Berliner Kunstakademie zu besuchen. Sein reguläres Studium dort nahm er nach Ablauf seiner Militärzeit auf. Er trat dem Katholischen Leseverein bei, der ersten Studentenkorporation des Kartellverbandes und Vorläufer der heutigen KStV Askania-Burgundia Berlin.
Albermann arbeitete bereits während seines Studiums für seine Lehrer August Fischer und Hugo Hagen und erhielt einige Aufträge in Elberfeld, wo er sich um 1960 aufhielt. Dies erlaubte ihm gewisse finanzielle Spielräume, so unternahm er etwa 1862/63 von Berlin aus eine längere Auslandsreise.
Von Januar bis Mai 1864 war er als Gefreiter eines Füsilierregimentes Teilnehmer im Deutsch-Dänischen Krieg und übersiedelte danach nach Köln, wo er sich im Folgejahr eine Werkstatt als freischaffender Bildhauer einrichtete. Einer erneuten Einberufung folgte er von Mai bis September 1866 in den Krieg gegen Österreich. In der Zeit danach erwarb er berufliche Anerkennung durch Hermann Otto Pflaume und Julius Raschdorf, die ihm private und öffentliche Aufträge in Köln vermittelten.
Seine Heirat mit der Fabrikantentochter Maria Kesseler aus Elberfeld 1967 und das von ihr in die Ehe eingebrachten Vermögen erlaubte es, eine Immobilie für Wohnung und Bildhauerwerkstatt in der Magnusstraße zu erwerben und sich später in der Nähe des Friesenplatzes niederzulassen. Nach seiner letzten Kriegsteilnahme 1870/71 konnte Albermann sich endgültig der zunehmend florierenden Bildhauerwerkstatt widmen. Von den 16 Kindern des Ehepaars überlebten elf, die allesamt eine akademische Bildung erhielten und von denen fünf in den Franziskanerorden eintraten. Die Söhne Willy und Franz Albermann arbeiteten nach Ausbildung und Militärdienst seit den 1890er Jahren in der väterlichen Werkstatt mit, die zum letzten Viertel des 19. Jahrhunderts bis zu dreißig Bildhauer und Steinmetze beschäftigte.

Auf Betreiben der Stadt Köln und der Kölner Bezirksregierung gründete Albermann 1871 eine Gewerbliche Zeichenschule, der er als Lehrer und Direktor bis 1896 verbunden blieb. Von 1893 bis 1900 war er Stadtverordneter in Köln, wobei er sich ehrenamtlich in verschiedenen Auswahlkommissionen der Stadt Köln engagierte. Im Jahr 1902 wurde ihm der Titel eines Professors verliehen. 

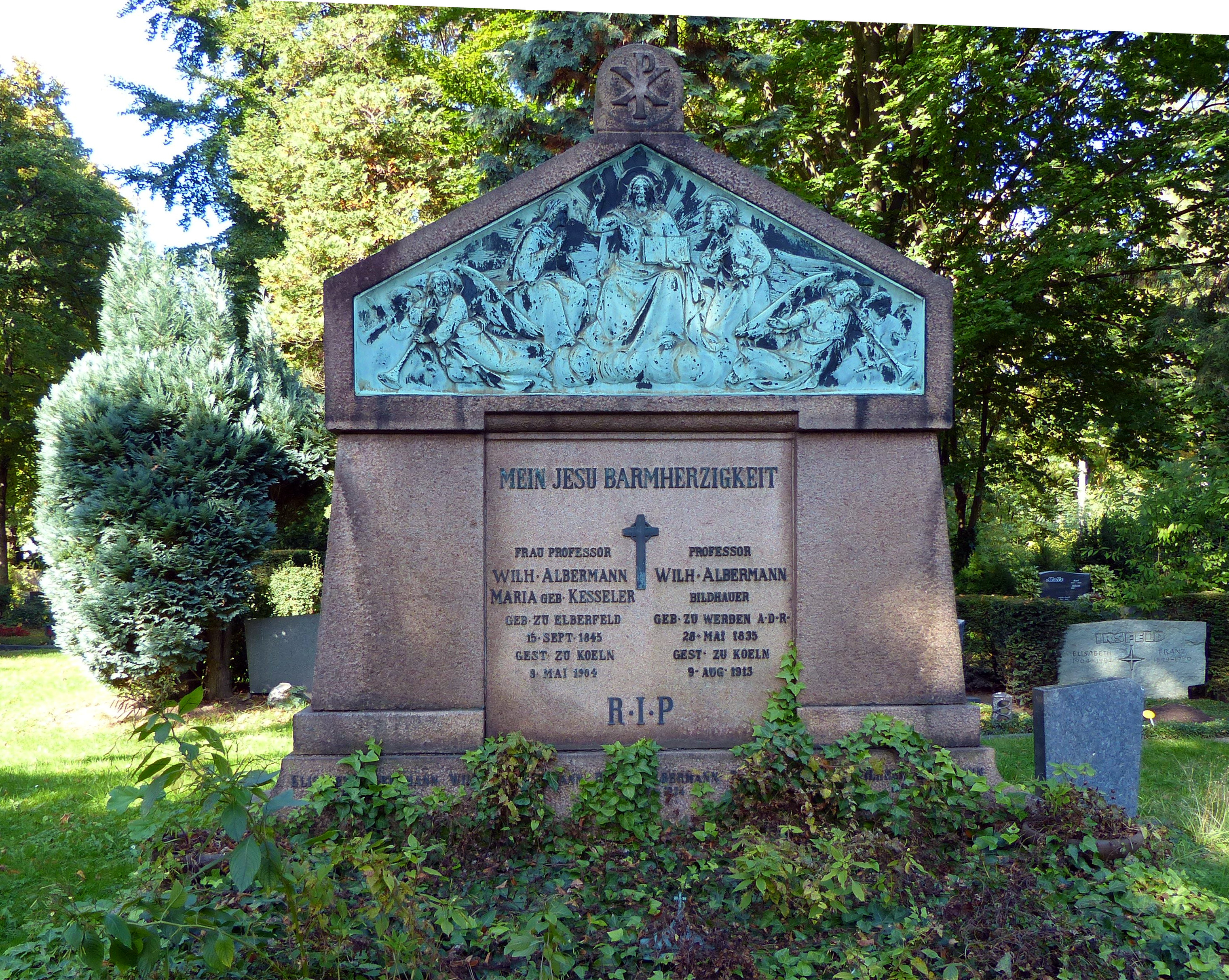
Grabmal von Wilhelm Albermann und Maria, geb. Kesseler auf dem Friedhof Melaten

Gesundheitliche Gründe veranlassten Albermann, sich gegen Ende des Jahrhunderts nach und nach aus dem Berufsleben zurückzuziehen. Zwei Jahre nach dem Tod seiner Frau verkaufte er 1906 sein Haus. Er verbrachte mit seiner jüngsten Tochter Christine – neben vielen anderen Reisen – die Winter in Italien und Südfrankreich und wohnte die übrige Zeit im Haus seines Sohnes Carl, wo er am 9. August 1913 starb. Er wurde auf dem Friedhof Melaten beigesetzt; sein Grabmal ist vermutlich von ihm selbst oder von seinen Söhnen Willy oder Franz entworfen worden.

## Werk
Albermann hat ein außerordentlich umfangreiches plastisches Werk hinterlassen. Von ihm stammen die Statuen von Ferdinand Franz Wallraf und Johann Heinrich Richartz, die sich vor dem Museum für angewandte Kunst in Köln befinden. Weitere Werke sind unter anderem der Jan-von-Werth-Brunnen auf den Alter Markt und der Hermann-Joseph-Brunnen am Waidmarkt. Seine Bauplastiken zier(t)en zahlreiche Kölner Privathäuser und Monumentalbauten im Rheinland, für Kirchen schuf er Altäre, Madonnen- und Heiligenfiguren. Etwa zwanzig Grabmale auf dem Melatenfriedhof sind bekannt, die in seinem Atelier für angesehene Kölner Familien geschaffen und ebenso dort aufgestellt wurden; nicht alle sind heute noch erhalten.

### Öffentliche Denkmäler, Brunnen, Plastiken
- Aachen

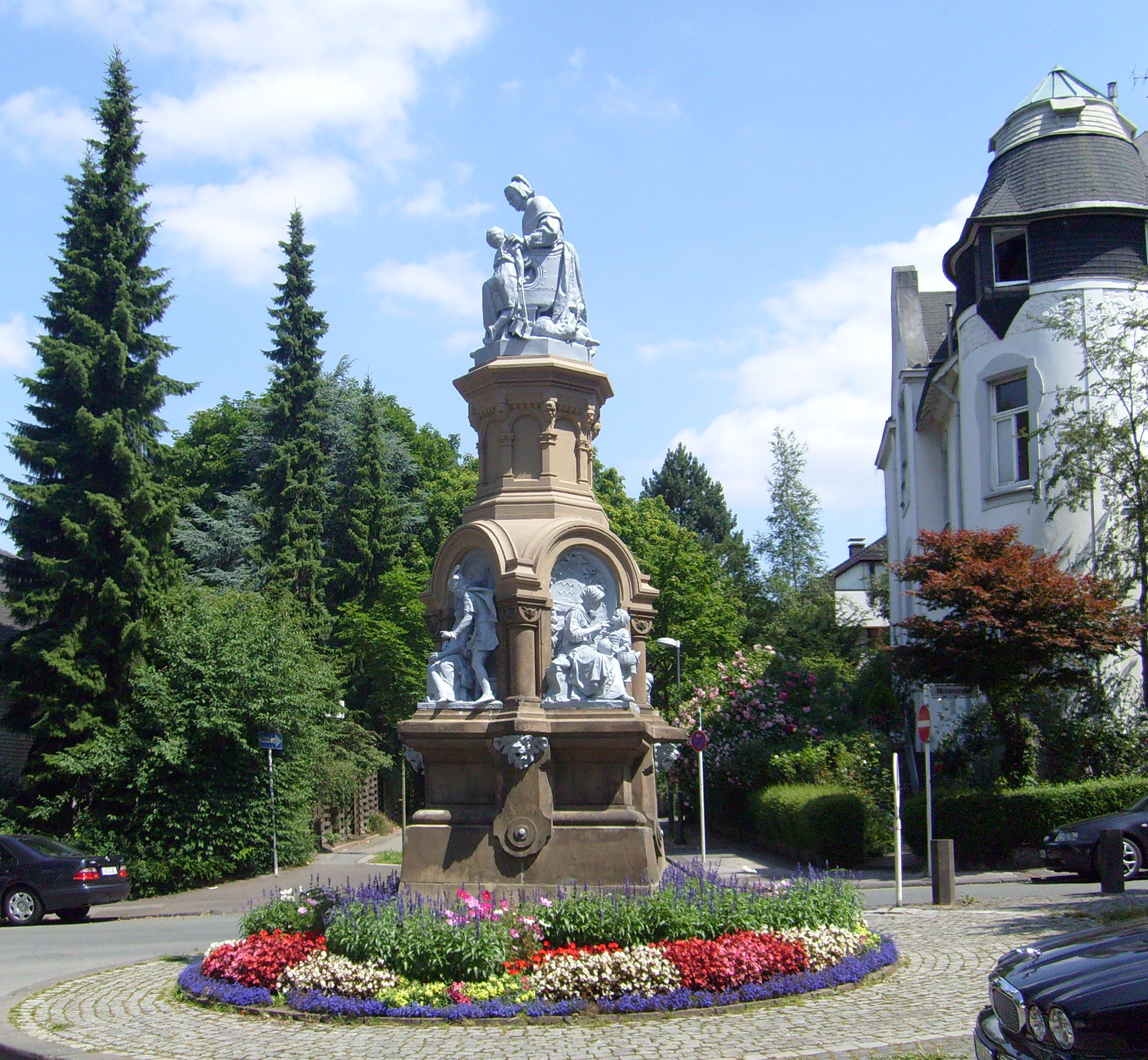
Märchenbrunnen in Wuppertal

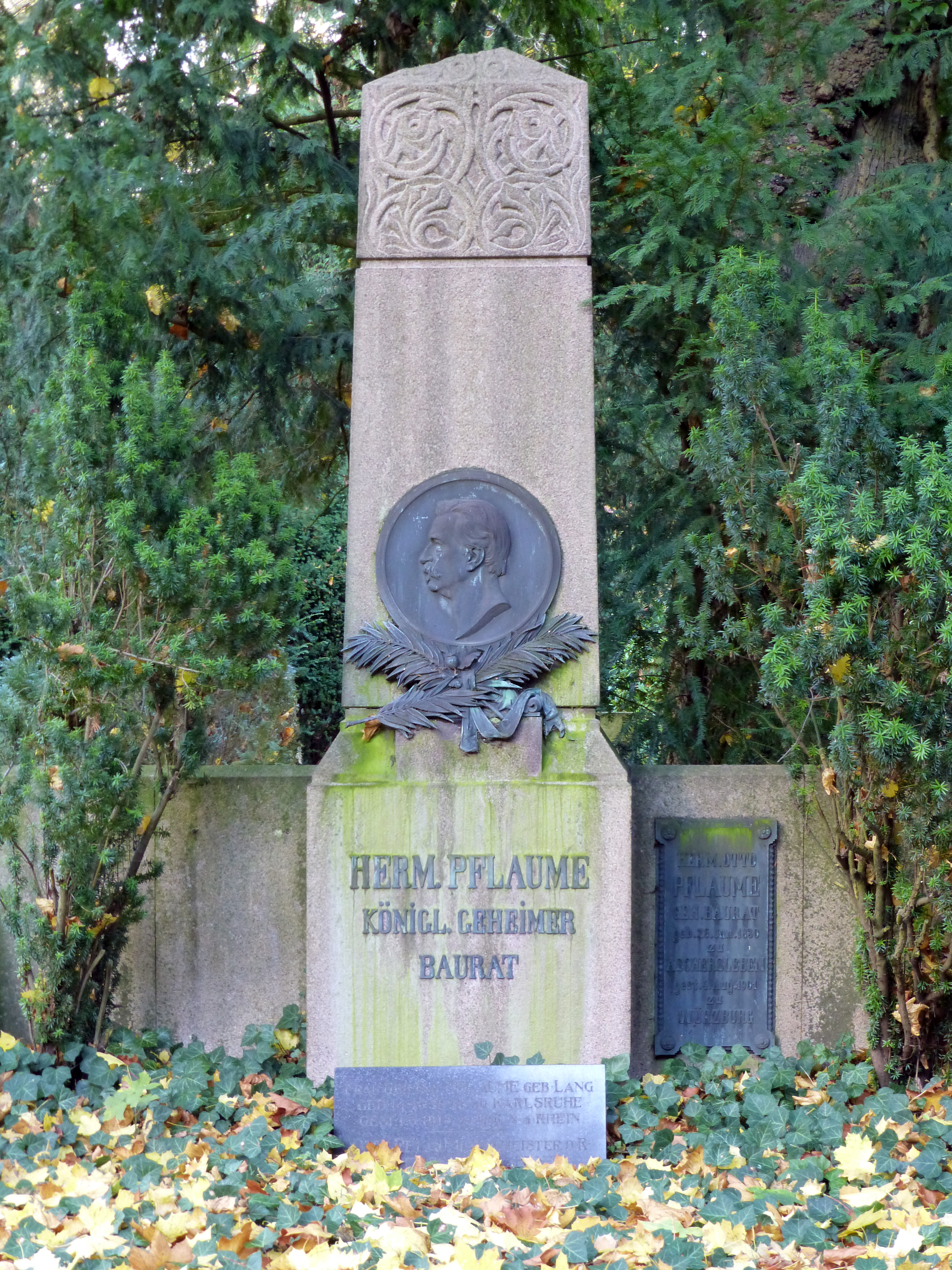
Grabstätte Hermann Pflaume, Melaten-Friedhof Köln

  - 1888: bildhauerischer Schmuck der Fassade der Villa Cassalette
- Dingelstädt (Klüschen Hagis)
  - 1907–1910 Steinsandfigur Immaculata
- Düren
  - Ölberggruppe im Muttergotteshäuschen (posthum fertiggestellt am 20. September 1913)
- Düsseldorf
  - Kunsthalle: 1880–1881 vier Sandsteinfiguren Karyatiden, nach dem Abriss der Halle in den 1960er Jahren seitlich der neu gebauten Halle 1967 wieder aufgestellt
- Eschweiler
  - Antoniusstatue an der Liebfrauenschule
- Essen
  - Stadtteil Kettwig
    - Kriegerdenkmal für die Gefallenen der Kriege 1866 und 1870/1871 mit Standbildern von Kaiser Wilhelm I., Otto von Bismarck und Generalfeldmarschall Helmuth von Moltke

  - Stadtteil Werden
    - drei Standbilder auf der Königsbrücke: Kaiser Wilhelm I., Otto von Bismarck, Helmuth von Moltke (an anderem Standort erhalten.)
    - Standbild Kaiser Friedrich III. (erhalten)
- Hilden
  - Standbild Kaiser Wilhelm I. auf dem Markt (zerstört)
  - Bismarck-Brunnen auf dem Markt (zerstört)

- Köln

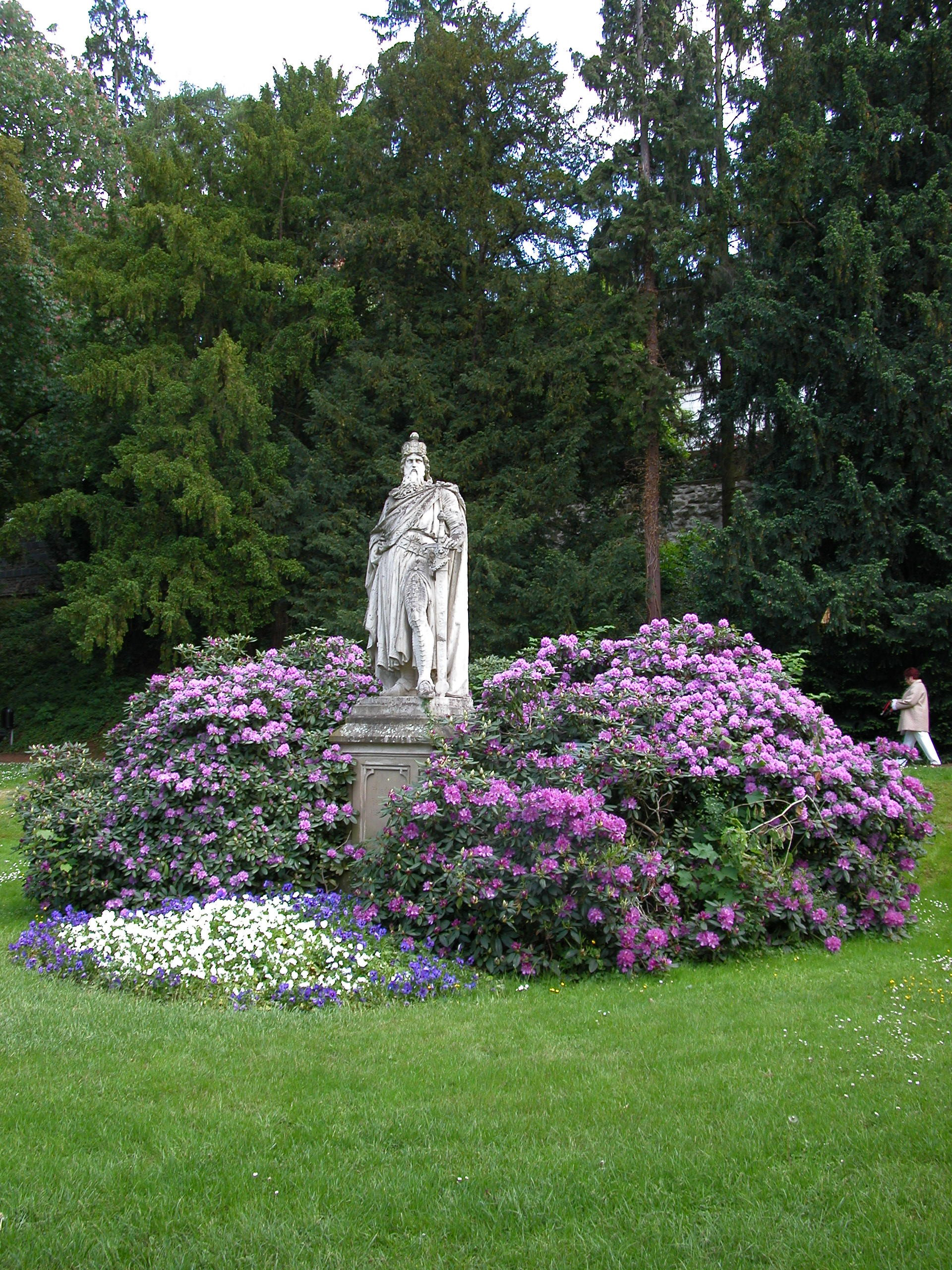
Sinzig:
Kaiser Friedrich Barbarossa

  - Sitzbildnis Ferdinand Franz Wallraf
  - Sitzbildnis Johann Heinrich Richartz
  - Grabdenkmal für Ferdinand Franz Wallraf und Johann Heinrich Richartz auf dem Melatenfriedhof (kriegszerstört)
  - Porträtmedaillon (Bronze), Grabstätte Hermann Otto Pflaume, Melaten-Friedhof Köln (Flur 70 a).
  - Jan-von-Werth-Brunnen auf dem Alter Markt (erhalten)
  - Hermann-Joseph-Brunnen auf dem Waidmarkt
- Krefeld
  - Standbild Helmuth von Moltke
- Mönchengladbach
  - Kreuzigungsgruppe 1902 (im Krieg zerstört)
- Hochreliefs in den Stationen des Kreuzweges der Wallfahrtsstätte Moresnet-Chapelle (in Moresnet-Chapelle (Eikschen); Belgien)
  - 14 Stationsbilder der Kreuzweganlage bei der Franziskanerkirche
- Remagen
  - Franziskus-Statue auf dem Apollinarisberg
- SinzigStatue Friedrich Spee, im Südschiff der Jesuitenkirche in Trier

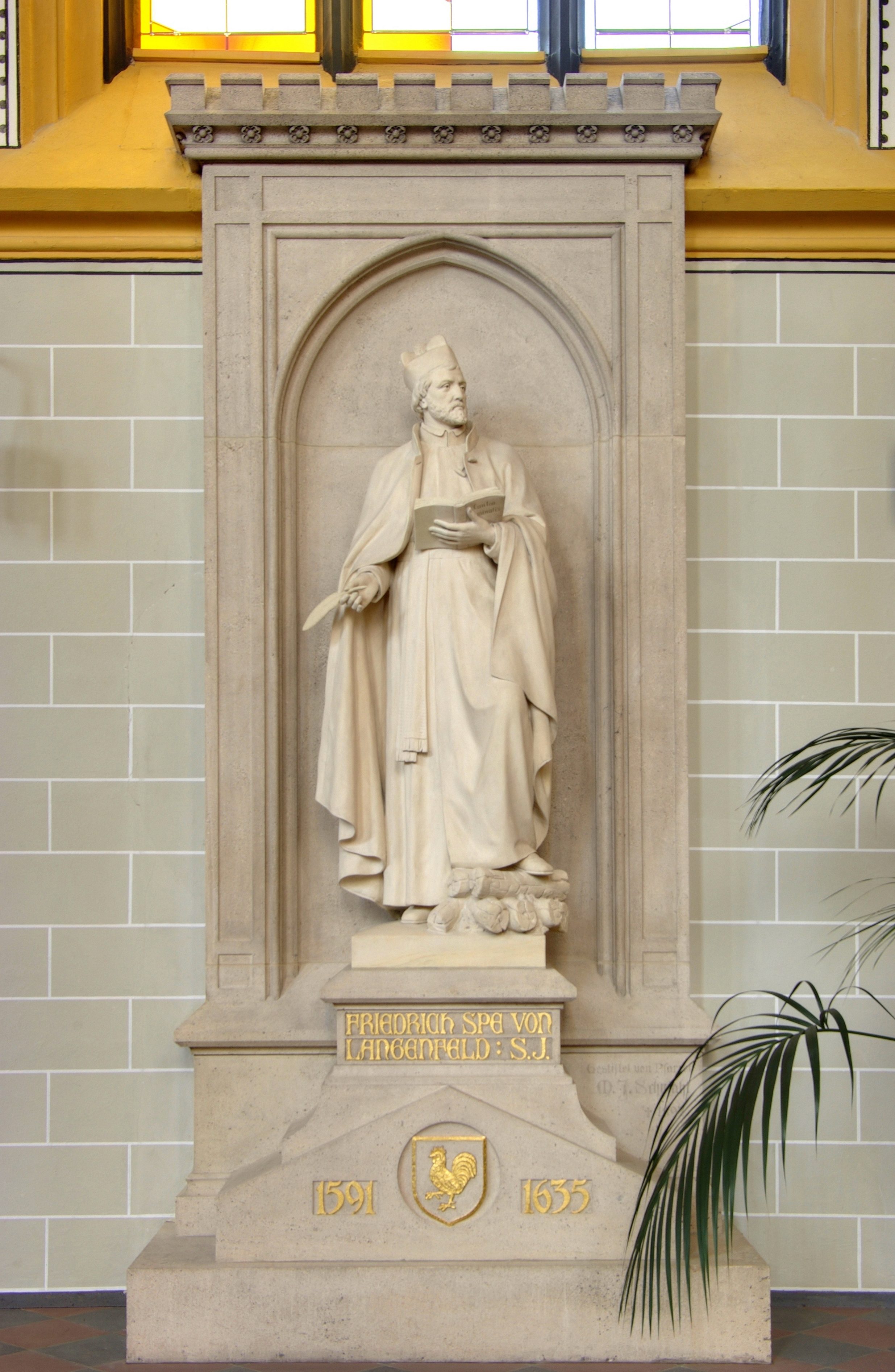
Statue Friedrich Spee, im Südschiff der Jesuitenkirche in Trier

  - Standbild Friedrich Barbarossa
Das Standbild des Staufer-Kaisers mit einer Höhe von 4,5 Metern entstand anlässlich der Silbernen Hochzeit des Ehepaars Bunge 1875. 1951 wurde das Denkmal in die Parkanlage unterhalb der katholischen Pfarrkirche St. Peter versetzt.
- Solingen
  - Figur eines Klingenschmiedes auf einem Laufbrunnen auf dem Alten Markt, 1895 geschaffen und 1944 zerstört
  - Kriegerdenkmal („Solingen seinen im Jahre 1870–1871 für König und Vaterland gefallenen Heldensöhnen“), am 18. Oktober 1875 feierlich enthüllt. Am 30. November 1955 aus stadtplanerischen Gründen abgetragen; die Metallteile wurden verschrottet.
- Trier
  - Statue Friedrich Spee, im Südschiff der Jesuitenkirche
- Viersen-Süchteln
  - Kreis-Kriegerdenkmal für die Gefallenen des Krieges 1870/1871 auf den Süchtelner Höhen, Reliefbildnis Kaiser Wilhelm I., Gedenktafeln und Ecksteine mit den Schlachtenorten
- Wuppertal
  - Kriegerdenkmal auf dem Königsplatz (heute Laurentiusplatz) vor der Laurentiuskirche in Elberfeld, eingeweiht am 30. Juli 1881 (nicht erhalten)
  - Märchenbrunnen im Wuppertaler Zooviertel, 1897

## Galerie

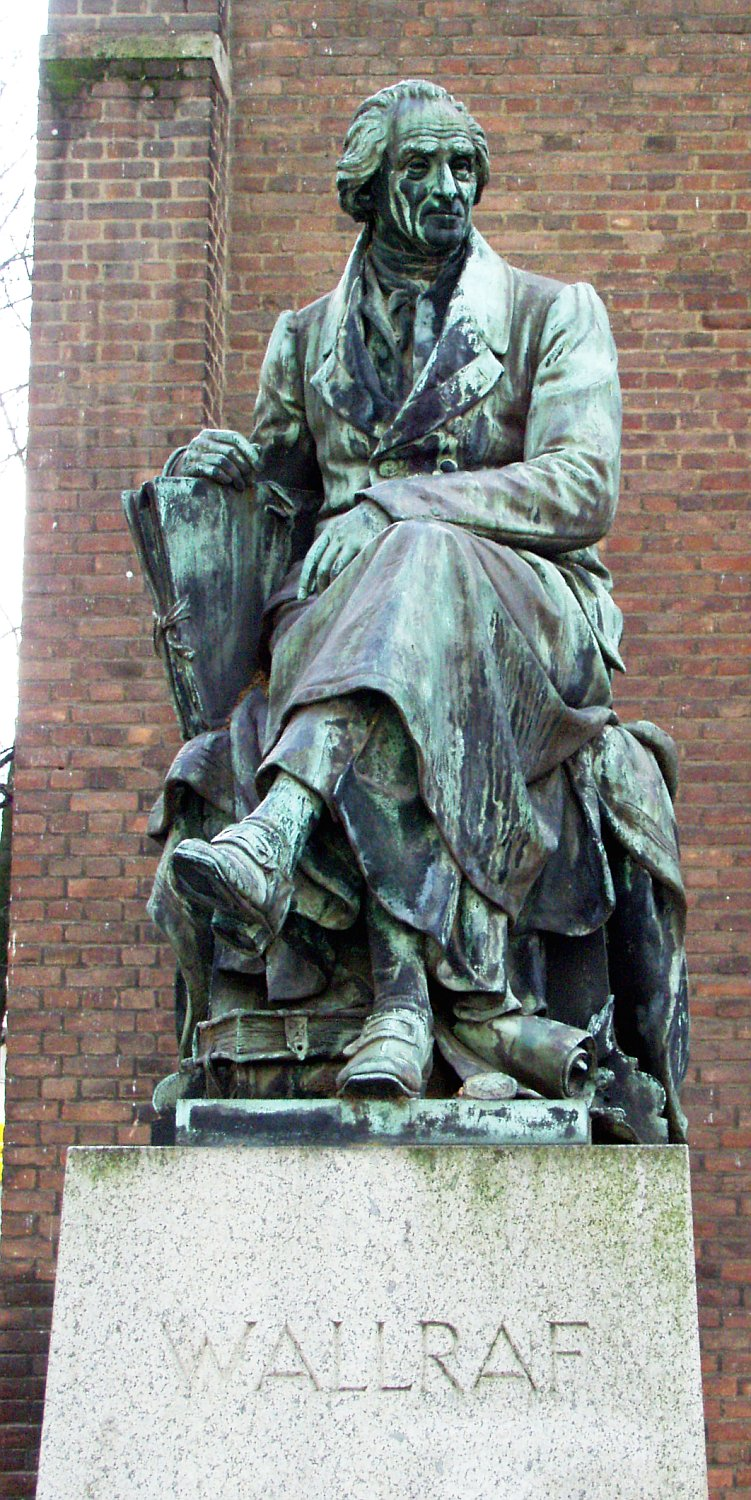
Sitzbildnis Ferdinand Franz Wallraf
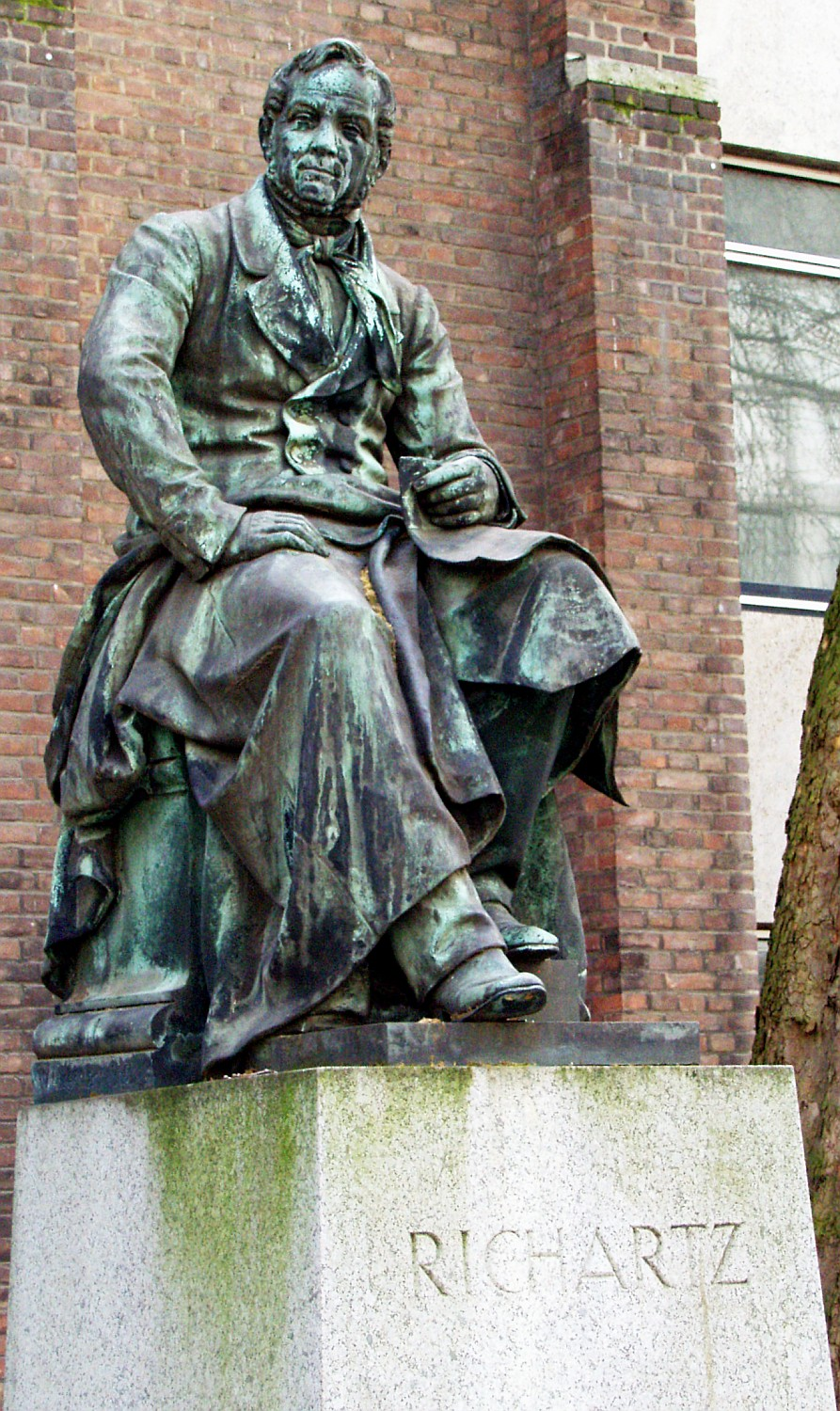
Sitzbild Johann Heinrich Richartz
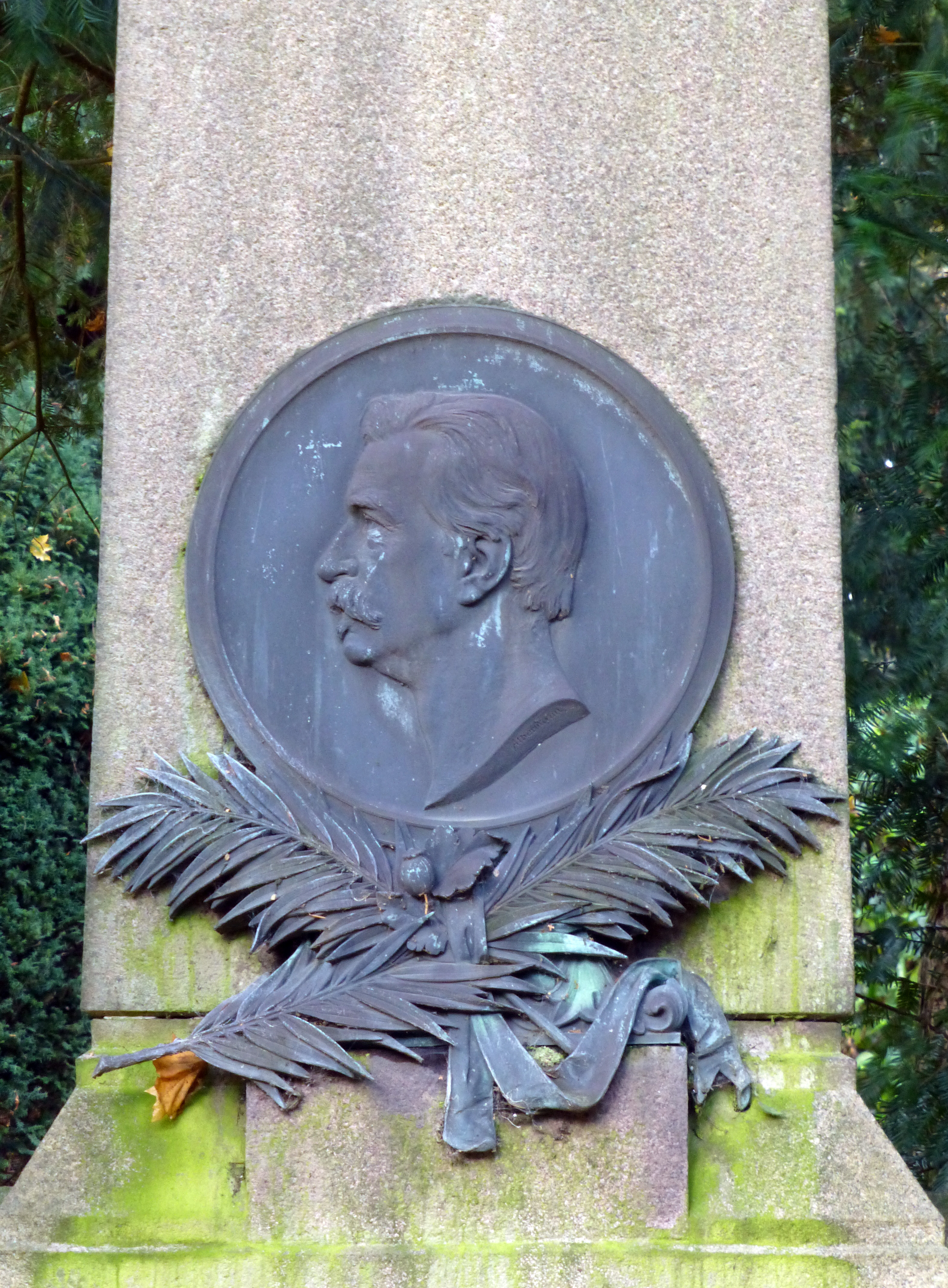
Grabstätte Hermann Pflaume, Melaten-Friedhof Köln
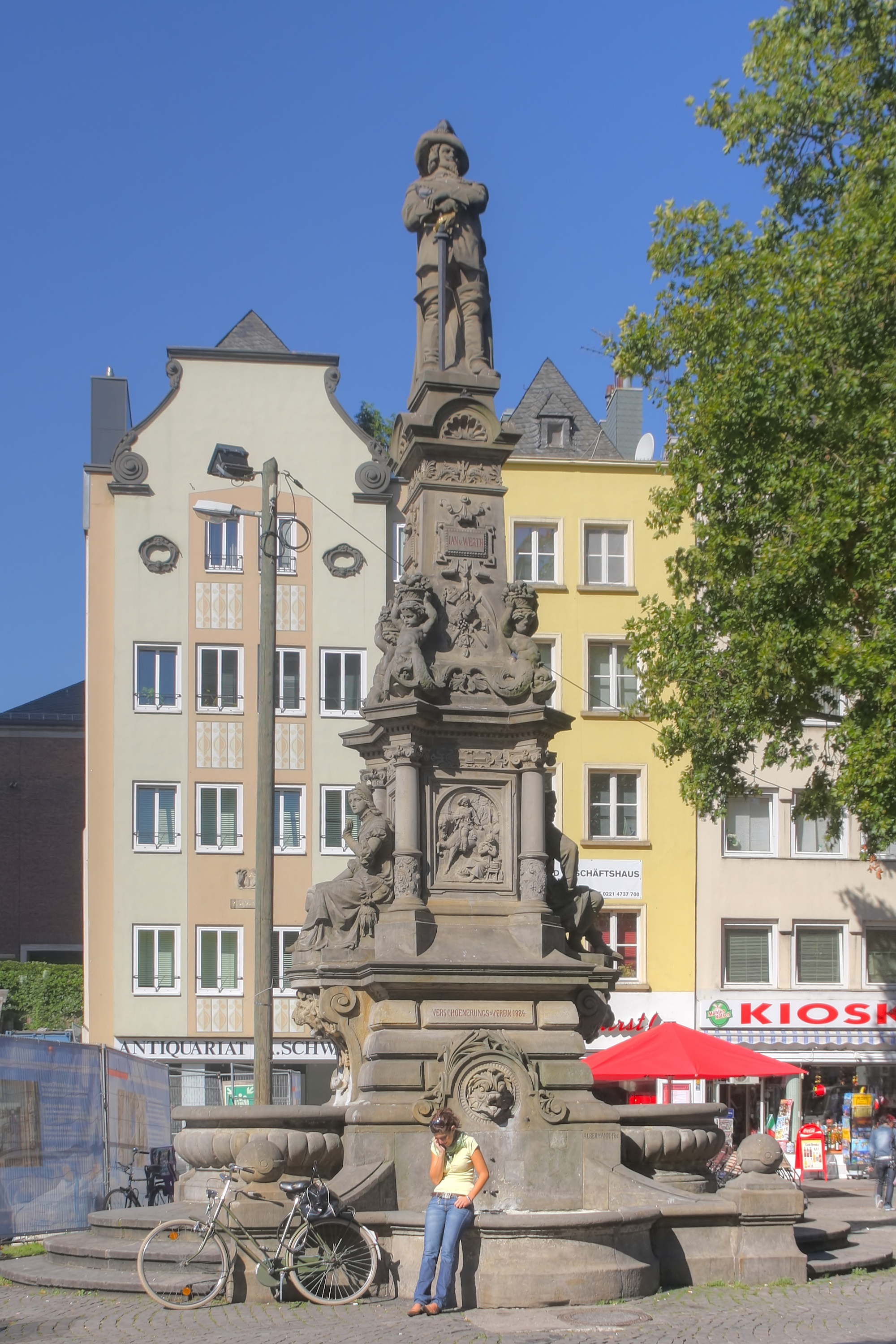
Jan-von-Werth-Brunnen